# Vestingstad

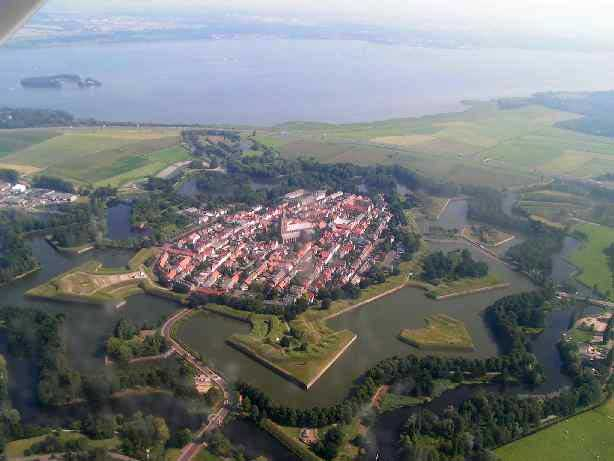
Naarden vanuit de lucht

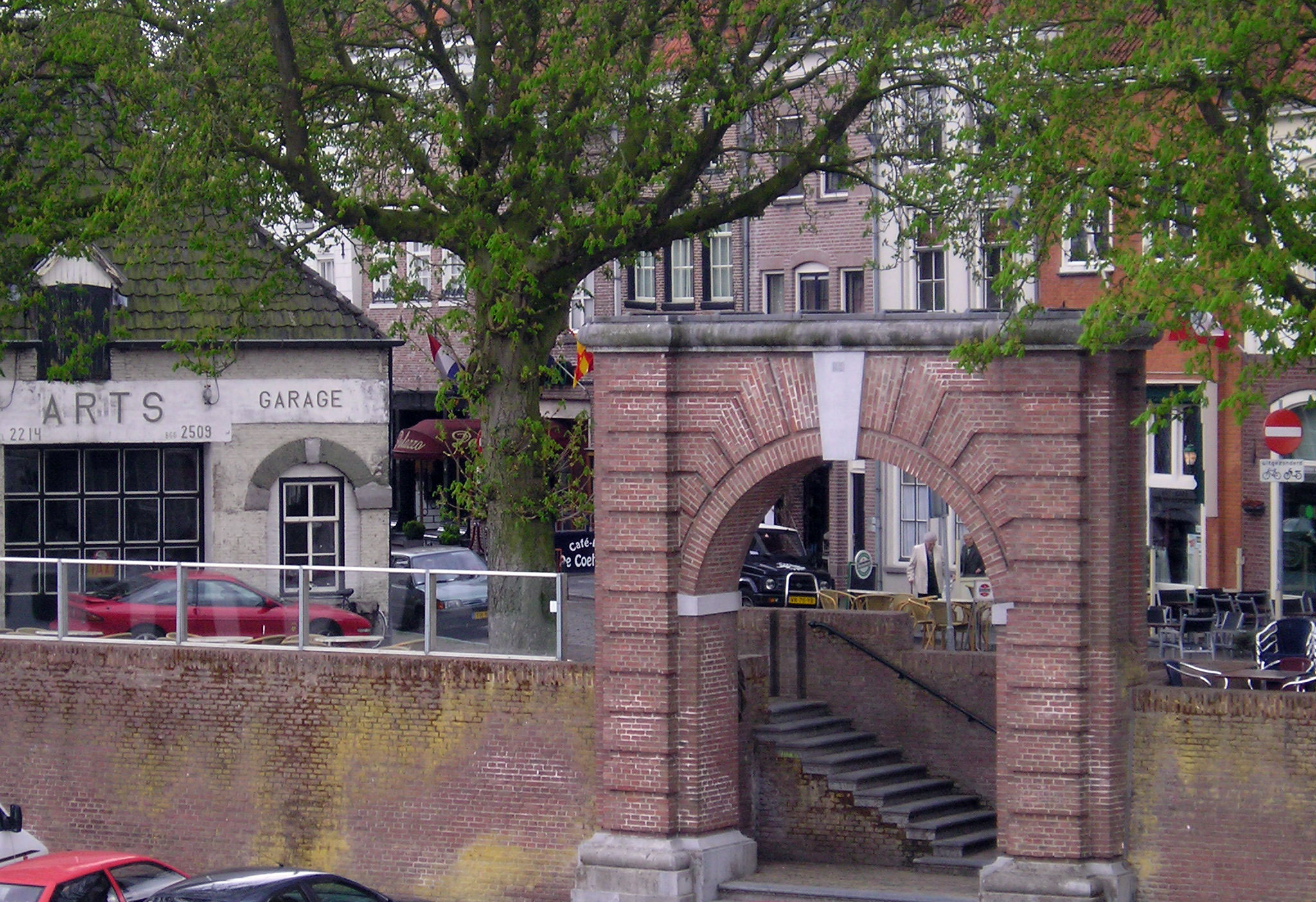
De Maaspoort in vestingstad Grave

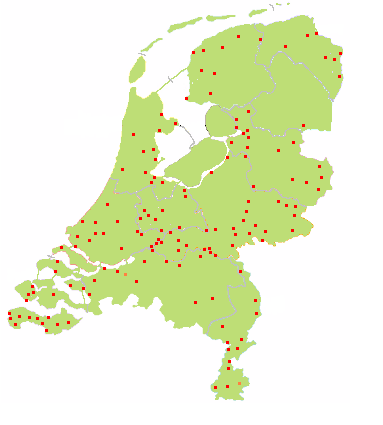
Vestingsteden in Nederland

Een vestingstad of vestingplaats is een met vestingwerken versterkte stad of nederzetting met als doel het controleren van strategische punten.

## Definitie
Een versterkte stad is niet per definitie ook een vestingstad. Er wordt pas van een vestingstad gesproken als de stad in kwestie het beschermen van strategische belangrijke locaties, zoals een grens of een samenkomst van belangrijke land- of waterwegen, tot doel heeft.
Het strategische aspect definieert de vestingstad, niet het hebben van fortificaties. Zo zijn middeleeuwse steden met hun stadswallen geen vestingsteden te noemen. Zij waren weliswaar uitgerust met verdedigingswerken, maar deze dienden vrijwel uitsluitend de verdediging van de eigen burgers, geen groter strategisch geheel.
Vestingsteden zijn typisch voor de Vroegmoderne Tijd en later, de periode waarin staten overtuigend de rol van steden overnamen en er plotseling sprake was van landsbelang naast stadsbelang.

## Vestingwerken

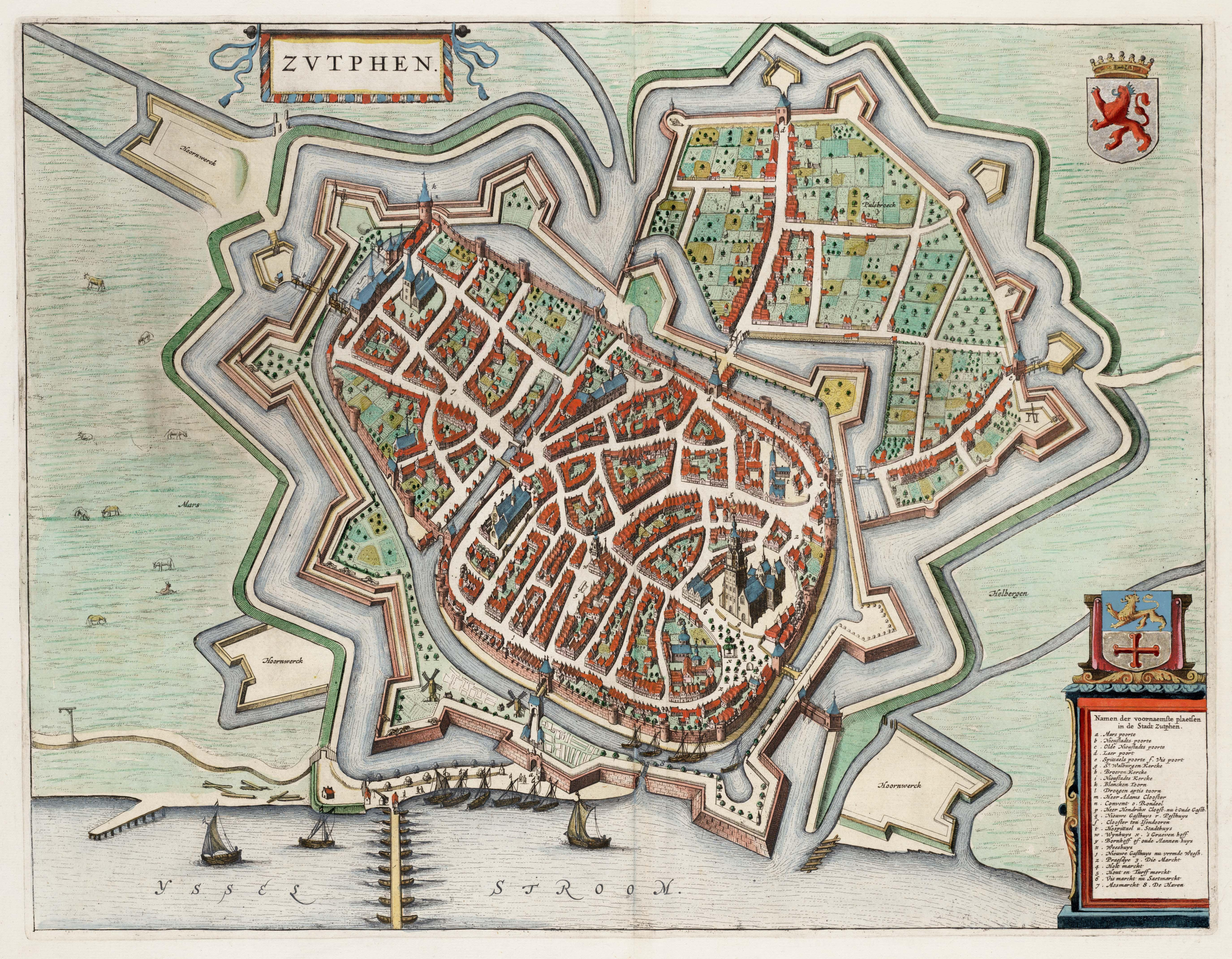
Vesting van Zutphen; met oude ommuring.

De aanleg van een vesting was voor veel steden een ingrijpende gebeurtenis. Versterkte dorpen, zoals Bourtange, werden vrijwel vanuit het niets aangelegd, maar de steden waren meestal in het bezit van een reeds eeuwen bestaande kern vaak compleet met ommuring.
Om het tot een vesting te maken moest dan ook veel gesloopt worden. Niet alleen huizen werden neergehaald, in vrijwel alle gevallen betekende dit het neerhalen van de oude stadsmuren, dit werd vaker gedaan voor het hergebruik van de stenen dan vanwege de achterhaaldheid van muren in militair opzicht.
In de meeste steden restte enkel nog een paar stadspoorten na aanleg van de nieuwe verdedigingswerken. Een opmerkelijke uitzondering hierop vormde Zutphen, dat zijn oude muurwerk in het vestingsysteem verwerkt zag.
In de loop der jaren zijn vele vestingsteden uitgebreid en gemoderniseerd. De stad werd verdedigd door er muren of later aarden wallen rondom heen te leggen. De toegangen konden worden afgesloten door middel van stadspoorten. De wallen konden verdedigd worden met handvuurwapens en werden veelal bovendien versterkt met bolwerken, waarvandaan de poorten met kanonnen beveiligd konden worden. De verdediging werd nog effectiever gemaakt door er grachten omheen te leggen. Voor de poorten werden dan valbruggen aangebracht. In de gracht werden voor de poorten ravelijnen aangebracht als extra bescherming. Binnen de vesting vond men kazernes, arsenalen en beschut onder een grondpakket, bomvrije kruitmagazijnen in de hoofdwal. Tijdens mobilisaties werden veelal extra soldaten bij de burgers ingekwartierd.

## Doel
Het doel van de vesting was niet alleen het ontzeggen van toegang aan de vijand, maar ook het met een zo klein mogelijke bezetting toebrengen van zo veel mogelijk slachtoffers in het geval van een aanval.
Het ontwerp van een vesting was dan ook allerminst willekeurig. Vrijwel alle schootsvelden overlapten elkaar, waardoor een vijandelijke troepenmacht bij het veroveren van een bastion meteen onder vuur kon worden genomen vanuit één of meerdere andere posities. Door een systeem van boten en tunnels konden de verdedigers een bolwerk of wal vaak tijdig verlaten om een nieuwe positie op te nemen.
Legers konden vestingsteden niet eenvoudigweg negeren en passeren. De troepenbevoorrading geschiedde voornamelijk over de (vaak door vestingsteden bewaakte) waterwegen en bij transport over land liepen de karavanen het risico om aangevallen te worden door de in de vestingsteden gelegerde garnizoenen. Om de opmars verder te laten gaan moesten de vestingsteden dus een voor een veroverd worden.

## Onderhoud

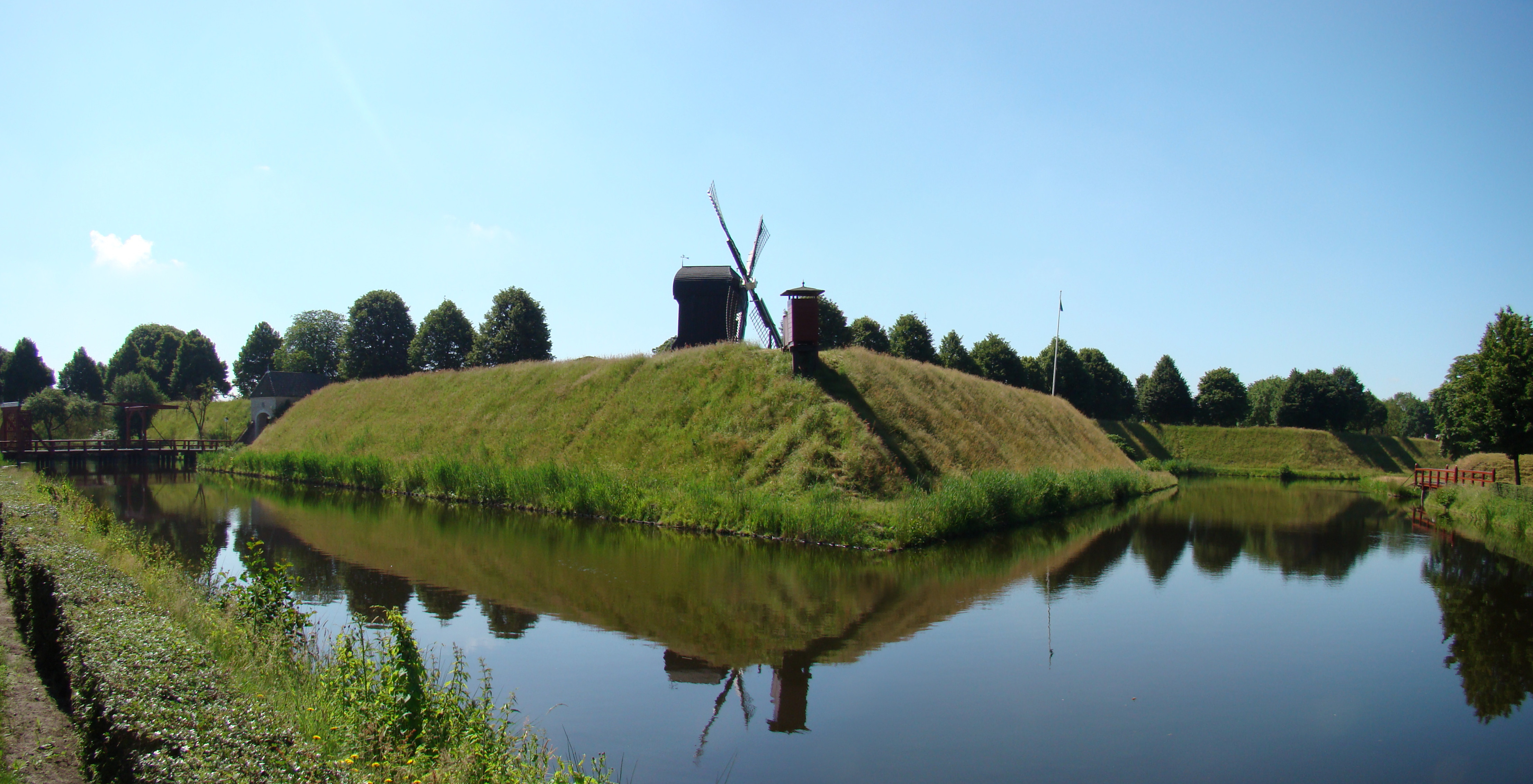
Een goed onderhouden gracht in Bourtange

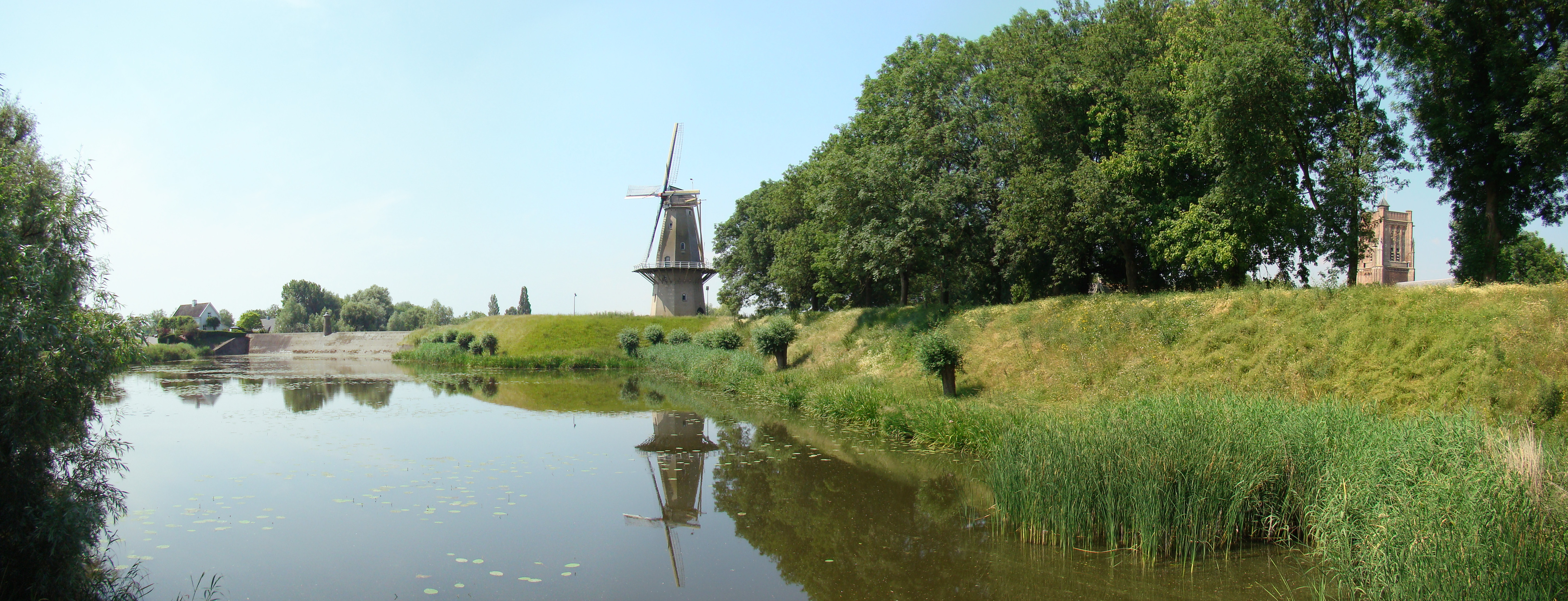
Een met riet begroeide gracht in Woudrichem

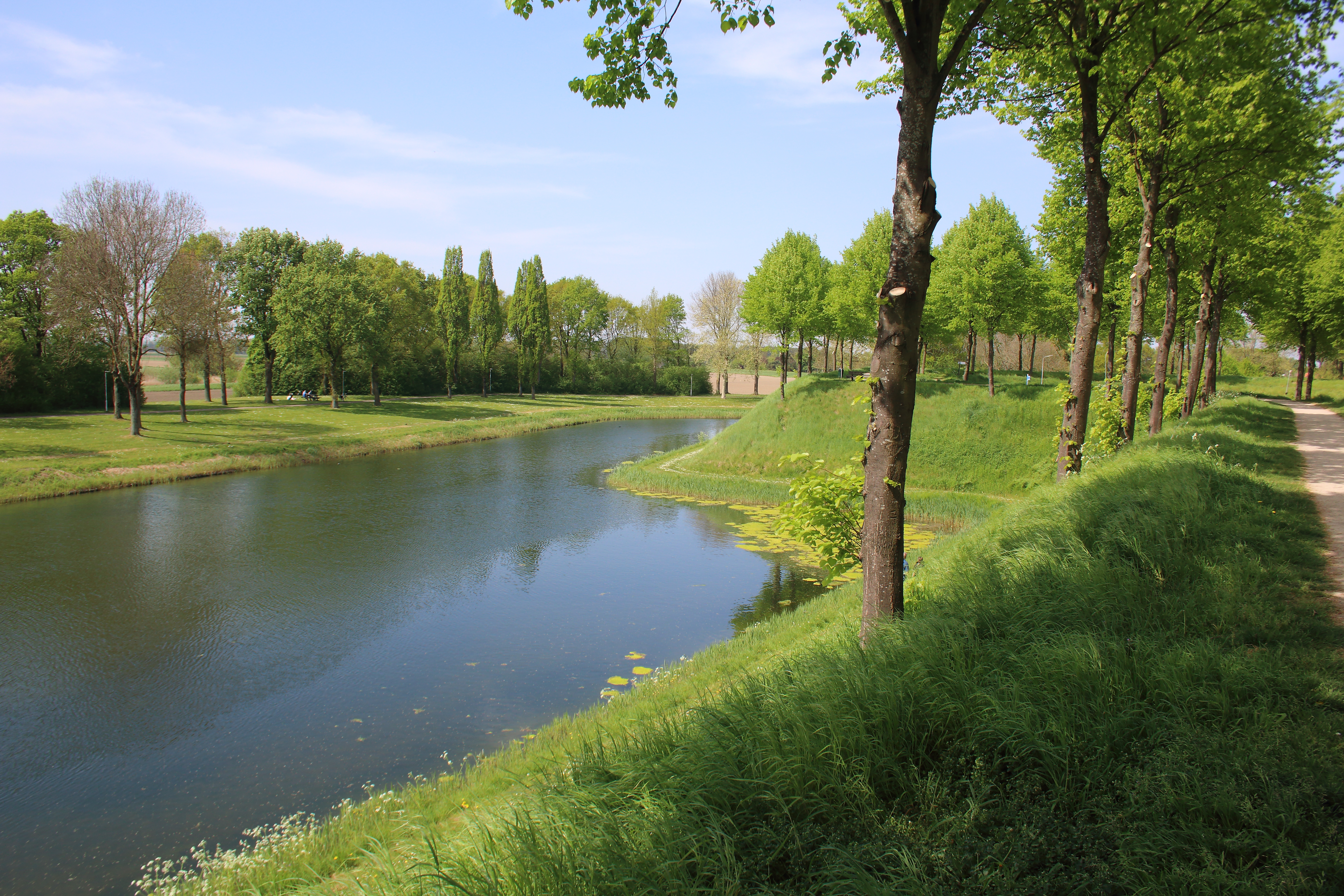
Stadswallen in Hulst

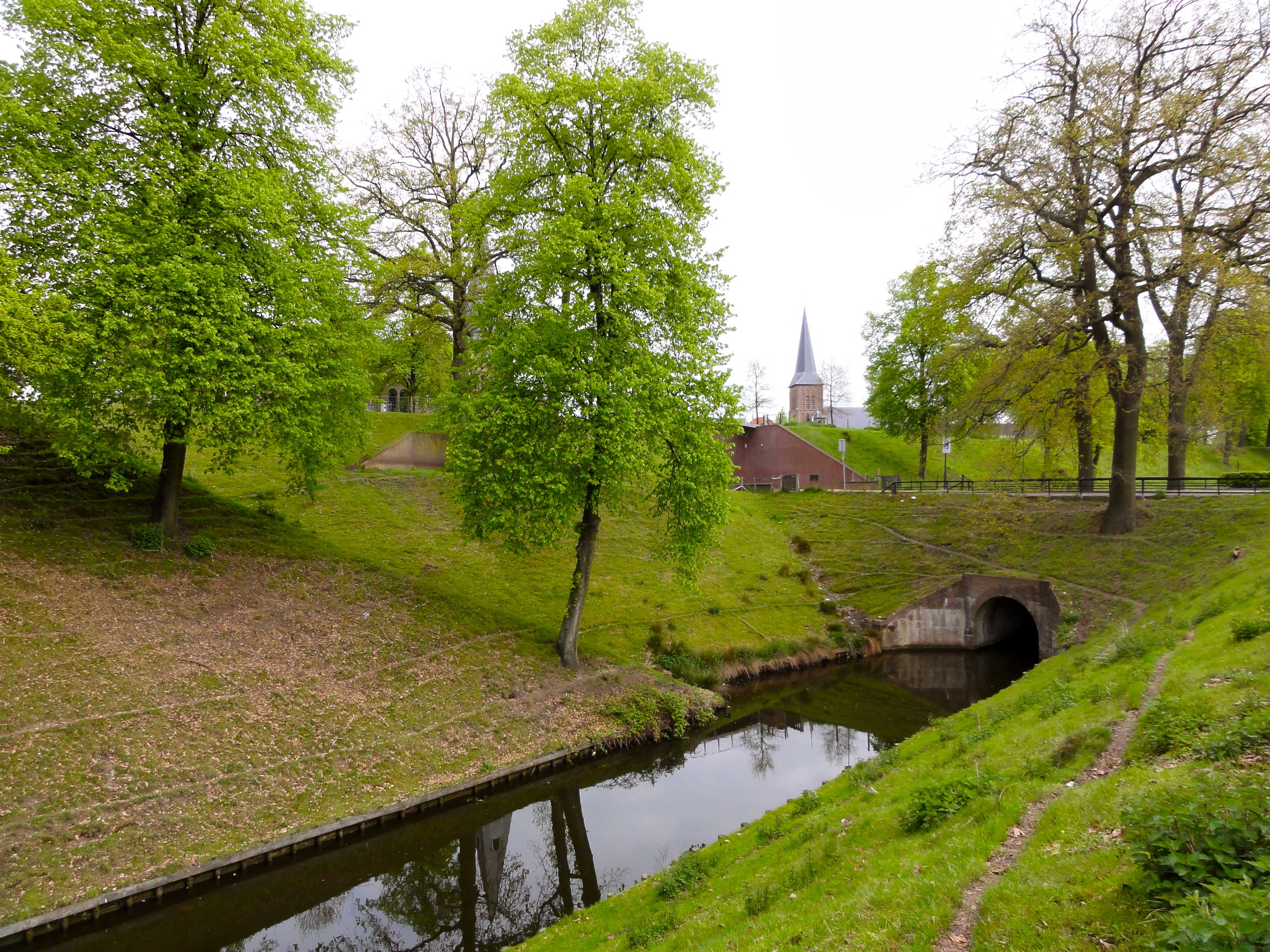
Vestingwerk met gracht in Steenwijk

Een vestingstad kende veel onderhoud. Uit een aanbestedingsbestek voor onderhoud aan de vestingwerken dat in een archief bewaard is gebleven blijkt dat men daarbij zeer nauwkeurig te werk ging. Deze taak werd uitbesteed aan een aannemer. Iedere stad had uiteraard haar eigen bestek en reglement tot onderhoud aan haar verdedigingswerken. Elk onderdeel van de aanwezige fortificaties werd daarbij precies omschreven inclusief de gebruikte maatvoering. Iedere onregelmatigheid en verzakking moest jaarlijks opgevuld worden met plaggen, muizen- en mollengaten moesten worden aangeslagen met een platte hamer. Al het metselwerk moest goed onderhouden worden, en waar dat nodig was ook vernieuwd. Houtwerk moest jaarlijks worden voorzien van een nieuwe verflaag, sloten goed gesmeerd worden met olie. Voor elk onderdeel gold, wat niet meer te onderhouden was, moest worden vernieuwd. Walgangen en bermen moesten goed begaanbaar blijven, en vrij van onkruid blijven. Dat gold ook voor de doornhaag rondom de vesting. Van de berm moest de voor- en achterzijde jaarlijks twee keer omgespit worden, waarbij de wortels van de doornhaag niet beschadigd mochten worden. Alle planten in de gracht moesten met de wortel uitgeroeid worden. Wekelijks moesten alle bruggen en secreten grondig worden gereinigd. De aannemer mocht deze taak voor een periode van drie jaren uitvoeren, tot de volgende aanbesteding. Een vestingstad moest dus te allen tijde voorbereid zijn op strijd.

## Ontmanteling
Na de Franse revolutionaire en napoleontische oorlogen, worden veel kleinere vestingen in 1829 en 1830 formeel opgeheven. Door militaire ontwikkelingen, vooral op het gebied van artillerie bezitten deze vestingsteden niet langer dezelfde verdedigingswaarde die zij eerst hadden.
De focus verschuift naar het onderhouden van enkele grote vestingsteden veelal gepositioneerd aan de landsgrenzen. In het midden van de 19e eeuw raakt ook deze positie achterhaald en wordt met de Vestingwet van 1874 gekozen voor een radicaal andere strategie (gecentreerd rond de Vesting Holland) wat betreft de landsverdediging.
Tegen het einde van de 19e eeuw beginnen veel voormalige vestingsteden met de ontmanteling van de verdedigingswerken ten behoeve van uitbreiding van de stad, of de aanleg van een Engelse tuin. In veel vestingsteden zijn de singels (al dan niet gedeeltelijk) omgebouwd tot haven.